# 14719 Sobey
14719 Sobey è un asteroide della fascia principale. Scoperto nel 2000, presenta un'orbita caratterizzata da un semiasse maggiore pari a 2,2410364 UA e da un'eccentricità di 0,1098135, inclinata di 3,36617° rispetto all'eclittica.
L'asteroide è dedicato all'insegnante americano Glen Sobey.